# Effort axial

Exemple : Les deux engrenages tournent autour de leurs axes et sont soumis à une force qui tend à les déplacer le long de leur axe propre

L'effort axial est la force qui se transmet avec  la même direction qu'un axe quelconque pris comme référence.

## Description
Généralement le terme axial se rapporte à un axe de révolution, l'effort axial en est alors la composante qui tend à déplacer cet axe longitudinalement. Dans ce cas l'effort axial est a distinguer de l'effort tangentiel, qui lui tend à faire tourner cet axe. Ces deux composantes sont normales entre elles. Dans l'absolu l'effort axial peut se rapporter à un élément mécanique quelconque, mais dans ce cas ce sont d'autres termes qui sont employés (contrainte, traction, compression).
L'effort axial est la force qui se transmet avec  la même direction qu'un axe quelconque pris comme référence.

## Exemples
Dans le cas de l'hélicoptère, l'effort axial est l'effort utile. Les pales transmettent les efforts au rotor qui, à son tour, le transmets à l'hélicoptère. Quand cet effort (dans l'exemple nommé "portance globale") dépasse le poids de la machine elle se soulève. La composante tangentielle est par contre la composante nuisible qui doit être équilibrée par le rotor de queue pour éviter que l'hélicoptère ne tourne sur lui-même 
Dans le cas de l'éolienne l'effort axial tend à culbuter le mat d'où la nécessité d'une fondation imposante.